# Puente Sam White
El Puente Sam White (del inglés: Sam White Bridge) es un puente de concreto armado y vigas de acero que cruza la carretera interestatal 15 en American Fork, en el estado de Utah al oeste de los Estados Unidos. El puente original tenía sólo 4,45 m de paso subterráneo y fue llamado así por Sam White, un excolono en la cercana ciudad de Pleasant Grove. El nuevo puente tiene un paso de 5,26 m, lo que supera el estándar mínimo para puentes interestatales en los Estados Unidos.